# Tamar Simon Hoffs
Tamar Simon Hoffs (23 ottobre 1934) è una regista, sceneggiatrice e produttrice cinematografica statunitense.
Ha sceneggiato il film Lepke (1975), incentrato sul famoso gangster Lepke Buchalter, interpretato da Tony Curtis. Tra i film da lei diretti vi sono i film indipendenti Red Roses and Petrol (2003) e Pound of Flesh (2009), nei quali figura Malcolm McDowell.